# Serge Pey
Serge Pey est un poète-acteur, écrivain, chercheur, plasticien et artiste français né le 6 juillet 1950 à Toulouse. Il est l’auteur de plus de 150 publications en France et à l’étranger.
Ses actions poétiques, inspirées du situationnisme et du surréalisme, jalonnent son parcours de même que les marches de la poésie qu’il inaugure au début des années 1980 en France.

## Biographie
Serge Pey est né en 1950 à Toulouse d’une mère couturière de langue occitane et d’un père ouvrier du bâtiment de langue catalane, réfugié politique anarchiste de la guerre civile espagnole. Ses années d’enfance marqueront durablement l’engagement de sa vie solidaire auprès des mouvements de libération, de résistance ou d’espérance, tant en Occitanie qu’ailleurs dans le monde (en particulier au Mexique, au Chili, au Nicaragua, au Québec, aux Etats-Unis…).
Durant son enfance, il entre en contact avec la poésie espagnole et française. García Lorca, Miguel Hernández, Pablo Neruda, François Villon, Guillevic, Rimbaud, veilleront sur ses récitations d’écolier.
À la fin des années 1970, il commence ses « Dictées de poèmes ». Sur des cahiers qu’il distribue au public, des dizaines de manuscrits seront retranscrits de cette façon par l’assistance, qui les signe ensuite en commun avec lui.
Fondateur de la revue Émeute en 1975, suivie de Tribu en 1981. En 1995, il soutient une thèse d'État en littérature contemporaine sous la direction de Georges Mailhos. Maitre de conférences au sein de l’université de Toulouse-Le Mirail, Serge Pey est chef de projet artistique (poésie, performance, art action) au Centre d'initiatives artistiques du Mirail. En 2018, il soutient son Habilitation à Diriger les Recherches, avant de prendre sa retraite universitaire en fin d'année.
En 2015, il est parmi les signataires de l'Appel des 58. 
Il a reçu le Grand Prix national de Poésie (SGDL) en 2017.
Le Prix Guillaume-Apollinaire lui a été remis le 6 novembre 2017 pour son ouvrage Flamenco.
Maitre ès jeux de l'Académie des Jeux floraux depuis 2019.

## Œuvres
- J’eux, Muret, éd. Henri Heurtebise, 1974.
- Poème pour M. E. après sa mort, Bègles, Castor Astral, 1975.
- Minute hurlée, Mexico / Toulouse, Imprimerie 34, 1979.
- De la ville et du fleuve, Toulouse, éd. Tribu, 1983.
- Vertenebre / Vertenebra, (Luis H. González Córdova, Daniel Sánchez, Felipe Agudelo Tenorio, trad.), Mexico, COMA, 1984.
- Le Livre immédiat de Tepotzlán, Mexico, éd. Tribu, 1985.
- Bajo la cruz del Sur, breve antología, Santiago du Chili, éd. Sinfronteras, 1986.
- La Définition de l’aigle. Photographies du paysage, avec 181 encres de Balbino Giner, Remoulins sur Gardon, Bremond, 1987.
- Notre Dame la Noire ou l’Évangile du Serpent / Nòstra Dòna la Negra o l’Evangèli de la Sèrp, (Éric Fraj, trad. et Corneille, sérigraphie), œuvre en partie sur bois, Toulouse, éd. Tribu, 1988.
- Poème pour un peuple mort, Limoges, Sixtus, 1989.
- Poème du cerf-volant, Aubervilliers, Les Petits Classiques du Grand Pirate, 1989.
- Poèmes mis en république, peinture de Yann Febvre (hommage à la conjuration des Égaux de Babeuf), Toulouse, Centre Léonard de Vinci, 1989.
- Couvre feu, journal de Santiago du Chili, Toulouse, éd. Tribu, 1990.
- Journal Ogham des hommes couvertures de la prison de Long Kesh, Aubervilliers, Les Petits Classiques du Grand Pirate, 1992.
- Le Même Temps (Serge Pey, auteur, Evaristo Benitez, lithographies et B. G. Lafabrie, peintures), Paris, éd. Bernard Gabriel Lafabrie, Imprimerie d’Alsace-Lozère (coéd. avec Editorial Joan de Serrallonga), 1992.
- Dieu est un chien dans les arbres (Adonis, préface et Thierry Château, photographies), Paris, Jean-Michel Place, 1993.
- Nierika ou Les Mémoires du cinquième soleil, Saussines (Hérault), Cadex, 1993.
- Interrogatoire, poème pour les assassins de Tahar Djaout, Rabat Zenati, Abdelhamid Benmenni Ammi Marengo Saad Bakhtaoui Abderrahmane Chergou Djamel Bouhidel Mustapha Abada Smaïl Yefsah Mustapha Saddouki Hamoud Hambli Rabah Guenznet Laadi Flici Mahfoud Boucebci Djilali Belkhenchir Abdelkader Allula et les autres..., Marseille, éd. Du CPIM, 1994.
- La Maronne, Aujargues (Gard), Artci-lab et Nîmes, sérigraphie Jean Villevieille, 1996.
- L’Enfant archéologue (Ladislas Kijino, illus.), Remoulins-sur-Gardon, J. Brémond, 1997.
- La Main et le couteau : entretien avec Thierry Renard (Thierry Renard, entretien), Vénissieux, Parole d’aube, 1997.
- L’Horizon est une bouche tordue / Der horizont ist ein gekrümmter mund (Johannes Strugulla, trad. et Heinz G. Hahs, collab.), Paris & Mainz, F. Despalles, 1998.
- Tout Homme : Le Lampeur. Poème pour les hommes de Carmaux (Daniel Coulet, illus.), Paris, Caisse des Dépôts et consignations, 1998.
- Les Aiguiseurs de couteaux. Coplas infinies pour les Hommes-Taureaux du dimanche: journal de la prison de Carabanchel suivi de La guitare de Coquelicot et de La dialectique du compas, Toulouse, éd des Polinaires, 1999.
- Si on veut libérer les vivants il faut savoir aussi libérer les morts: poèmes, articles, nouvelles, brouillons, images et bâtons du front de la poésie, Elne (Pyrénées Orientales), Voix éditions, 2000.
- Traités des chemins et des bâtons, Toulouse, éd. Terre blanche, 2000.
- Aouach, Saint-Seurin-de-Prats (Dordogne), La Part des Anges, 2001.
- La Langue des chiens, Paris, Paris-Méditerranée, 2001.
- Octavio Paz : lettres posthumes à Octavio Paz depuis quelques arcanes majeurs du tarot, Paris, éd. Jean-Michel Place, 2001.
- À la niche les chiens, sl, Brève Bibliothèque en mal d’évasion, II série, volume IX, 2002.
- Poèmes hallucinogènes du Peyotl, Éd. Lézard, 2002.
- Visages de l’échelle, de la chaise et du feu (José Luis Cuevas, peinture), Creil (Oise), Dumerchez, 2003.
- Le Millier de l’air, poème à l’usage des chemins et des bâtons (Jean Capdevielle, illus.), Saint-Clément de Rivière (Hérault), éd. Fata Morgana, 2004.
- De l’équilibre des noms, poème des quatre bâtons de la balance (Giney Ayme, illus.), Paris, Rencontres, 2004.
- Extraits du Chemin (Christine Valcke, illus.), Barriac-en-Rouergue (Aveyron), Trames, 2004.
- Michel Raji danse (Cyril Torres, illus. et textes) (Brigitte Chapou, trad.), Toulouse (collection privée), 2004.
- Paralogisme (José Manuel Bronto, illus.), Paris, Maeght, 2004.
- La Direction de la grêle. Lettres à Jean Capdeville datées du 47 août au 11000 décembre 2002 (Jean Capdeville, illus.), Creil (Oise), Dumerchez, 2005.
- La Spirale du sanglier, L’Échelle (Ardennes), Centre d’Art et de littérature de l’Hôtel Beury, Rencontres, 2005.
- L’Égalité de la balance, collection « Feuillets entre-baillés », coll. dirigée par Daniel Leuwers, 2006.
- L’Électrification du visage (Colette Deblé, illus.), Paris, Cahiers de peauésie de l’Adour, 2006.
- La Troisième main, Toulouse, Trident neuf, 2006.
- Poésie publique / poésie clandestine, poèmes 1975-2005 (anthologie), Bègles, Castor Astral, 2006.
- Nierika, chant de vision de la contre-montagne : poèmes traduits du peyotl, Saint-Martin d’Hères (Isère), Maison de la Poésie Rhône Alpes et Pantin, Le Temps des Cerises, 2007.
- Traité à l’usage des chemins et des bâtons, L’Isle-sur-la-Sorgue (Vaucluse), le Bois d’Orion, 2008.
- Nihil et Consolamentum : bâtons et poèmes cathares (Alem Surre Garcia trad. à l’occitan), Toulouse, Délit éd, 2009.
- Qàu : ne sois pas un poète, sois un corbeau, nous sommes une poignée de corbeaux sur la terre. Manifeste pour une poésie de marche et de manœuvre : opéra-partition, Limoges, Dernier Télégramme, 2009.
- Hypothèses sur l'infini, Cannes, Tipaza, 2009.
- Appel aux survenants : lettre du 200 avril 2004. Suivi de Révélations sur la carte du pendu et du tarot et autres poèmes, Bruxelles, maelstrÖm réEvolution, 2009.
- Bâtons de la différence entre les bruits, Rennes, La Part Commune, 2009.
- Dialectique de la Tour de Pise / Réflexions sur le saumon comme poisson révolutionnaire / Manuel philosophique de guerre sociale / Propositions canines / Poèmes de détournement / Anthologie arbitraire (Daniel Bensaïd, préf.) Limoges, Dernier Télégramme, 2010.
- Droit de voirie, Bruxelles, maelstrÖm réEvolution, 2010.
- Lèpres à un jeune poète : principes élémentaires de philosophie directe / Chroniques de poésie provisoire, engagement, utopie, révolution, poèmes pédagogiques, origine et état des avant-gardes, ethnopoésie, poésies virtuelles et infinitésimales, théorie du poème, poésie orale et sonore, happening, choses vues, Toulouse, Délit éd, 2010.
- Nombre, ligne, marge, majuscule, virgule, parenthèse, signe, page, du point à la soustraction, Creil (Oise), Dumerchez, 2010.
- Rituel des renversements : poèmes soufis pour Michel Raji, danseur chorésophe, Rennes, La Part Commune, 2011.
- Les Poupées de Rivesaltes ne sont pas des poupées devant les soldats (Joan Jordà, illus.), Forcalquier (Alpes de Haute-Provence), Quiero, 2011.
- Le Trésor de la guerre d’Espagne, Honfleur, Zulma, 2011.
- Ahuc, Paris, Flammarion (avec DVD), 2012.
- Chants électro-néolithiques pour Chiara Mulas / Canti elettroneolitici per Chiara Mulas (éd. Bilingue italien-français) (Giovanni Fontana, préf.) (Magherita Orsino, trad.) (Francesca Sensini, collab.), Limoges, Dernier télégramme, 2012.
- Fantasmes d’Ubu Roi et Nouvelles Constellations, Elne (Pyrénées-Orientales), Voix éditions, 2012.
- Tombeau pour un miaulement : poésie provisoire, Mont-de-Marsan, Gruppen, 2013.
- La Boîte aux lettres du cimetière, Paris, Zulma, 2014.
- Le Trésor de la guerre d’Espagne suivi de La Boîte aux lettres du cimetière, Paris, Zulma (réimpressions), 2014.
- La Sardane d’Argelès (Joan Jordà, illus.), Limoges, Dernier Télégramme, 2014.
- Agenda rouge de la résistance chilienne : mouvement indompté du rêve. Suivi d’une lettre de Carmen Castillo à Serge. Marseille, Al Dante, 2014.
- La Barque de pierre : poème pour un pêcheur de Sant Cebrià, Elne (Pyrénées-Orientales), Voix éditions, 2014.
- Le poisson rouge, Tinqueux (Marne), Centre de créations pour l’enfance, 2015.
- Table des négociations : poème slogan pour une artiste-guerrière Ilnu de Mashteuiatsh, Genouilleux (Ain), La Passe du Vent, 2015.
- Un bâton pour Arrabal, Paris, Au crayon qui tue, 2015.
- Jérôme Bosch : avertissements d’alchimie, Elne (Pyrénées Orientales), Voix éditions, 2016.
- L’ange du sable, Fontaine (Isère), éd. Litan, 2016.
- Venger les mots (Bruno Doucey, préf.), Paris, Bruno Doucey, 2016.
- Manifeste magdalénien : critique du temps, Limoges, Le Dernier Télégramme, 2016.

- Prix Apollinaire 2017
- Histoires sardes d’assassinats, d’espérances et d’animaux particuliers, Bègles, Le Castor Astral, 2017.
- Arcane XI La Force ou le secret de l’escarboucle dévoilé, Bruxelles, maelstrÖm réEvolution, 2017.
- Flamenco, Saint-Sulpice-la-Pointe (Tarn), Les Fondeurs de briques et Limoges, Dernier Télégramme, 2017.
- La mesure du bol et autres distances : poèmes de cérémonie, L’Isle sur la Sorgue (Vaucluse), Le bois d’Orion, 2018.
- Le Coup de dés, Toulouse, Ombú éditions, 2018.
- Mathématique générale de l’infini, Paris, Gallimard, 2018.
- Poésie-action, Paris, Castor Astral, 2018.
- Pour un bébé de ciment, Toulouse, Ombú éditions, 2018.
- Occupation des cimetières, Montfin-sur-Gardon (Gard), éd. Jacques Brémond, 2018.
- Danse avec les bêtes (Richard Conte , illus.), Saint-Benoît-du-Sault (Indre), Tarabuste, 2019.
- Le Carnaval des poètes, Paris, Flammarion, 2019.
- Victor Hugo notre âme des Paris ou Les carnets secrets de la Esmeralda, Sainte-Colombe-sur-Gand (Loire), La Rumeur libre, 2019.
- L’Alphabet des os, Limoges, Dernier Télégramme.
- Ouessant / Enez Eusa : Apocalypse et droits de bris pour Gwenc'hlan Le Scouëzec grand druide et ovade de Bretagne et des continents, Sainte Colombe sur Gand (Loire), La Rumeur libre, 2021.
- Les Pandas de Chengdu ou Le Secret du sixième doigt, Sainte-Colombe-sur-Grand, La Rumeur libre, 2022.
- Poème pour apprendre à lacer ses souliers (Adonis, préf.), Bègles, Le Castor Astral, 2022.
- Tohu-bohu, Soligny-la-Trappe (Orne), Rougier, 2022.

### Œuvres traduites
- Vertenebre / Vertenebra (trad. Luis H. González Córdova, Daniel Sánchez, Felipe Agudelo Tenorio), Mexico (Mexique), COMA, 1984.
- Nierika, o le memorie del quinto sole, traduit en italien par Alberto Masala (it), Nuoro, Edizioni Il Maestrale, 2001.
- "Every poem is a decapitated head held up by a single hair", traduit en anglais par Yann Lovelock et Patrick Williamson, publication en ligne, The Red Ceilings Press, UK, 2011
- Nierika. Cantos de visión de la contramontaña. Poemas traducidos del peyoteI (trad. Enrique Flores y Adán Medllín, Mexico (Mexique), UNAM / CONACULTA, 2013.
- « La lengua arrancada » (trad. Nadia Mondragón) in Mula Blanca, n°13 enero-febrero, Mexico (Mexique), p. 10-25, 2015.
- « Lepra a joven poeta » (trad. Nadia Mondragón) in Crítica, n°164 abril-mayo, Puebla (Mexique), p. 58-64, 2015.
- The Treasures of the Spanish Civil War, San Francisco (États-Unis), Archipelago, 2020.
- Walter Benjamin – La regla del juego, Quito (Ecuador), Pontificia Universidad Católica del Ecuador, 2023.

### Théâtre
- Les Chants de Maldoror, Mexico, Théâtre du Galeon, 1979.
- Le Grand secret de Michaux, Mexico, UNAM, 1980.
- Le Déluge, Toulouse, compagnie Le Cornet à dés, 1988.
- Tauromagie, Copla infinie pour les hommes-taureaux du dimanche (mise en scène de Jean-Pierre Armand), Toulouse, compagnie Le Cornet à dés, 1995.
- Les os déterrés de García Lorca, Toulouse, Cave Poésie, 2009.
- Le Trésor de la guerre d’Espagne, Toulouse, Cave Poésie, 2012.
- Auxilio 68, création franco-mexicaine, Théâtre 2 l’Acte et Collectif TeatroSInParedes, mise en scène de Michel Mathieu, Sébastien Lange et David Psalmon, Toulouse, CIAM-La Fabrique, Université Toulouse Jean Jaurès, du 14 au 21 mai 2019.

### Éditions sonores
- L’Enfant archéologue, Paris, Artalect, 1987.
- « Les dits devant », Tribu numéro collectif (avec Bernard Noël, Abdelatif Laâbi, André Laudes, Henri Chopin, Seuphor…), Toulouse, Tribu, 1995.
- L’Évangile du serpent (avec Dominique Regef), Toulouse, Tribu, 1995.
- Nihil et Consolamentum (avec Jean-Pierre Lafitte), Toulouse, Tribu et CIAM, 1995.
- Allen Ginsberg à Toulouse (avec Allen Ginsberg, Serge Pey et Yves le Pellec), Rives (Isère), Métamkine, 1996.
- La Maronne (avec A. Strid. Aujargues, éd. Artci-lab, cassette, 1996
- Erratum #1, compilation d’art audio et de poésie sonore, Besançon, Erratum Musical, 1997.
- Les diseurs de musique (Daunick Lazro, Michel Doneda, Lê Quan Ninh), Vandœuvre (Meurthe-et-Moselle), Centre culturel André Malraux, 1998.
- Le Complexe de la viande (avec Laurent Dailleau et Dominique Repecaud), Vandœuvre, 33 Repverni, 2000.
- Live in mhere (Laurent Dailleau, Daniel Kokowitz, Olivier Paquotte et Dominique Répécaud), Vandœuvre, 33 Repverni et Centre culturel André Malraux, 2001.
- Nous sommes cernés par les cibles (André Minvielle, voix), Uzeste (Gironde), éd. du Tilleul, 2002.
- Los afiladores, Tirage limité, 2002.
- Identi’terres 02 (avec Michel Raji), Sigean (Aude), éd. Parc naturel régional de la narbonnaise en Méditerranée, 2002.
- Victor Hugo et les poètes contemporains (avec Benard Noël, Michel Butor, Armand Gatti, Jacques Darras, textes dits par Laurent Terzieff, Jean-Luc Debatisse et Denis Lavant), Paris, Centre de documentation pédagogique et France Culture, 2002.
- Collectif Grains de Sable, Contes rebelles, Récits du sous-commandant Marcos, livre et cd audio, Cherves-Richemont (Charente), Le Muscadier, 2014. Avec Aline Pailler, John Berger, Bonga, Carmen Castillo, Manu Chao, D´ de Kabal, Jolie Môme, Denis Lavant, Nina Miskina, Les Ogres de Barback, Daniel Pennac, Serge Pey, Tamérantong!.
- À l’improviste (avec Kiko Ruiz), émission enregistrée le 15 janvier 2018, Paris, France Culture, 2018.

### Travaux universitaires de Serge Pey
- Structures internes et rythmes de développement de la section d’agitation et de propagande du parti communiste français entre les deux guerres, Thèse de troisième cycle dir. par Rolande Trempé, Toulouse, Université Toulouse II Le Mirail, 1976.
- La Langue arrachée ou la poésie d’action. Essai d’analyse et d’histoire de l’oralité dans le poème à la fin du XXème siècle, Thèse de doctorat dir. par Georges Mailhos, Toulouse, Université Toulouse II Le Mirail, 1995.
- La Langue arrachée ou la fonction du poème, Habilitation à Diriger les Recherches, Nice, Université de Nice Sophia-Antipolis, 2017.

### Éditions en DVD vidéo: vidéopoèmes
- 4 vidéopoèmes du plasticien vidéaste Giney Ayme. (2004 et 2007) Texte et voix de Serge PEY. "Poème des quatre bâtons de la balance" publiés en 2 coffrets DVD aux éditions Rencontres et Incidences. La Coopérative. Centre d'Art et de Littérature. Montolieu (11170)

### Éditions en revue
- Numéros des revues Multiples et Tribu, créées par Serge Pey à Toulouse.
- La revue GRUPPEN publie des textes inédits de Serge Pey dans chacun de ses numéros.
- Doc(K)s Serge Pey (Philippe Castellin, dir), Ajaccio, Akenaton / DOC(K)S, 2003, p. 20-21.

### Articles de Serge Pey
- La Mère du cercle (André Velter, avant-lire, Jean Vodaine, gravures) in Travers n°48, Fougerolles (Haute-Saône), Ph. Marchal & Flo, juin 1994.
- Serge Pey, rédacteur en chef invité, Michel Raji, Huilo Ruales, Lê Quan Ninh, Yves Le Pellec, Jean-Noël Hislen, Alem Surre-Garcia in Porte Plumes, n°5 avril 1998, Toulouse, A.D.L.S.O. Fruits de la réalité : entretien avec Huilo Ruales -- Double je : entretien avec Alem Surre-Garcia -- Danse avec les mots : entretien avec Michel Raji -- Mangeur de feu : entretien avec Serge Pey -- Porte Voix : textes d'A. Surre-Garcia, J. Ruales, J.-N. Hislen -- Wild Orphan : entretien avec Yves Le Pellec -- Esprit frappeur : entretien avec Lê Quanh Ninh -- Un professeur inédit : entretien avec Jean-Noël Hislen.
- « Poème de la marche de la poésie », Chimères, n° 93, p. 64-67, 2018.
- « Poésie et vérité », Psychanalyse YETU N°141, p. 195-206, 2018.
- « Mathématique générale de l’infini (extraits) (Paris, Gallimard, coll. « Poésie », 2018) », La revue lacanienne, vol. 23, n° 1, p. 191-192, 2022.
- Blog Médiapart de Serge Pey.

## Filmographie
- 2018 : Serge Pey et la Boîte aux lettres du cimetière, documentaire réalisé par Francis Fourcou
- Eric Fraj – 50 ans de cançon, en occitan, documentaire réalisé par Patrick La Vau, sous-titré en français, Langon (Gironde), Las Nuèits Atipicas, 2022. Contient une lecture / action d’Eric Fraj et Serge Pey.

### Monographie
- Arlette Albert-Birot, Serge Pey : La bouche est une oreille qui voit, Paris, Jean-Michel Place, 2006 (ISBN 978-2858938421).

### Autres
- Serge Pey et l'Internationale du rythme (coédition Dumerchez / L'Atelier des Brisants, sous la direction d'Andréas Pfersmann), 2009
- « Des trous pour affronter le loup », entretien avec Serge Pey, À verse, no 5, automne 2010.
- Andrés Ricardo Báez Rodriguez, Poésia, chamanismo y visión en la obra « Nierika : cantos de visión de la contramontaña » de Serge Pey, Trabajo de grado, Bógota, Pontífica Universidad Javeriana, 2014.
- Jacques Bonnafé, « Action et poésie – Serge Pey », Jacques Bonnafé lit de la poésie, podcast France Culture, série « mai, mai, mai » 2/4, mardi 29 mai 2018.
- Jacques Bonnafé, « Appel aux poètes », « Sanctuaires de la liberté », « Internationale du rythme », « Tu avances pour lire », Jacques Bonnafé lit de la poésie, podcast France Culture, série « La poésie en Action », 4 épisodes, janvier 2017.
- Léo Cros-Humbert, La poésie-action de Serge Pey, une traversée des langues et des cultures, Mémoire de master dir. par Modesta Suárez, Toulouse, Université Toulouse Jean Jaurès, IPEAT, 2018.
- Léo Cros-Humbert, "La poésie-action de Serge Pey, une voix émanant de cultures minorisées : l’exemple de Nierika", Lyon, ENS de LYON/DGESCO  (ISSN 2107-7029), La Clé des Langues  décembre 2021.
- Philippe Czapla, Du bureau d’André Breton au cabinet de curiosités de Serge Pey, Erudition et merveilles, Mémoire de Master en psychiatrie et art-thérapie dir. par François Granier, Toulouse, Université Toulouse Paul Sabatier, 2016.
- Claude Debon, Serge Pey et « la poésie orale d’action », Liverpool, Australian Journal of French Studies, n°34/3, sept-déc 1997, p. 332-338.
- Enrique Flores et Patrick Quillier, Serge Pey, El Oído Chamánico, gesto, ritmo y trance, Mexico, Adugo Biri, UNAM, 2020.
- Agnès L'Hostis, Étude de « Dieu est un chien dans les arbres » de Serge Pey, Mémoire de maîtrise dir. par Claude Debon, Paris, Université de la Sorbonne, 1995.
- Océane Madeleine, Matérialité et oralité dans l’œuvre de Serge Pey, Maîtrise de lettres modernes dir. par Didier Alexandre, Toulouse, Université Toulouse II Le Mirail, 2002.
- Sophie Nauleau, « Serge Pey », Ça rime à quoi ?, podcast France Culture, dimanche 23 décembre 2012.
- Aline Pailler, « Serge Pey, itinéraire d’un poète plasticien “de l’émeute à la tribu” », Le Temps buissonier, émission de radio France Culture, 19 juin 2016.
- Serge Pey et Thierry Renard, La main et le couteau, Grigny, Paroles d’aube, 1998.
- Jean-Louis Perrier, « Serge Pey, le chamane-troubadour », article paru dans le journal Le Monde le 27 février 1996.
- « Entretiens avec le poète Serge Pey. Épisode 1 "Engagement(s) et le Gang des Poètes". Épisode 2 "Chiara, Rituel et Logos". Épisode 3 "Cave Poésie, Université de Toulouse et Amérique Latine" », Poésie is not dead (collectif), chaîne vidéo Youtube, février 2022.
- Andréas Pfersmann (coord.), Serge Pey et l’Internationale du rythme, Liancourt, Dumerchez et Mont-de-Marsan, l’Atelier des brisants (multi support), 2009.
- Patrick Tracussel, « Serge Pey, la Parole Affranchie », Ethnologie et Poétique, Paris, Artelact, 1988.
- André Velter et Claude Guerre, Le Meeting Poétique, émission radiophonique de France Culture (avec Armand Gatti, Serge Pey, Valérie Rouzeau, Michel Piccoli, Julie Brochen, Beñat Achiary, Jacques Bonnaffé, Élise Caron, Laurent Terzieff, les voix de Colette Magny, Gérard Depardieu, Nazim Hikmet, Pablo Neruda, Allen Ginsberg, Serge Essenine. Avec des chansons de Serge Utgé-Royo et des musiques de Philippe Leygnac, devant un tableau de Vladimir Velickovic), enregistrement public à la Mutualité (Paris) le 11 mars 2002.